# Axel Elvin
Bror Axel Gilbert Elvin, född 9 oktober 1903 i Stockholm, död 27 juli 1986 i Oscars församling i Stockholm, var en svensk publicist och lexikograf.
Axel Elvin var son till tullkontrollören John Elvin. Efter studentexamen i Stockholm 1922 blev han filosofie kandidat vid Stockholms högskola 1929. Elvin var 1926–1929 medlem av redaktionen för 1:a upplagan av Bonniers konversationslexikon. Han var 1929–1942 anställd vid Albert Bonniers bokförlag AB, och var från 1943 verksam vid AB Nordiska uppslagsböcker. Elvin var huvudredaktör för 2:a upplagan av Nordisk världsatlas, utgiven under titeln Världsatlas (1931–1934) och huvudredaktör för 2:a upplagan av Bonniers konversationslexikon. Han utgav Thorild Wulffs grönländska dagböcker (1934) och medarbetade som recensent i Bonniers litterära magasin från 1934. Elvin är gravsatt i minneslunden på Råcksta begravningsplats.